# Oides seminigra
Oides seminigra is een keversoort uit de familie bladkevers (Chrysomelidae). De wetenschappelijke naam van de soort werd in 1846 gepubliceerd door Clark.